# Arena (film, 2011)
Pour les articles homonymes, voir Arena.
Pour plus de détails, voir Fiche technique et Distribution.
Arena, les gladiateurs de la mort ou Arena est un vidéofilm d’action et thriller américain réalisé par Jonah Loop et sorti en 2011.

## Synopsis
Un jeune homme, David Lord, est capturé et plongé dans un monde de gladiateurs des temps modernes, où il doit combattre à mort pour divertir des gens en ligne.

## Fiche technique
- Réalisation : Jonah Loop
- Scénario : Michael Hultquist, Robert Martinez
- Production : Stage 6 Films[réf. nécessaire]
- Pays :  États-Unis
- Genre : Action, Thriller
- Durée : 94 minutes
- Budget : 10.000.000 $
- Format : 2,35:1 Cinemascope
- Dates de sortie : 
  -  États-Unis : 11 octobre 2011 (Directement en vidéo)
  -  France : 4 janvier 2012 (Directement en vidéo)

## Distribution
- Samuel L. Jackson (VF : Thierry Desroses) : Logan
- Kellan Lutz (VF : Stéphane Pouplard) : David Lord
- Katia Winter : Milla
- Daniel Dae Kim (VF : Cédric Dumond) : Taiga
- Johnny Messner : Kaden
- James Remar : l'agent McCarthy
- Nina Dobrev : Lori
- Mayra Leal : la serveuse dans le bar mexicain
- Derek Mears : Brutus Jackson
- Vanessa Branch : la reporter de la BBC
- Sam Medina : le videur dans le bar mexicain
- Marcelle Baer : Ashley
- Monica Acosta : la patronne du bar
- Lauren Shiohama : Kawaii
- Shanna Forrestall : la technicienne informatique
- Grant Case : le garçon obèse ivre